# Papulose lymphomatoïde
La papulose lymphomatoïde est une maladie de la peau, bénigne mais récidivante.

## Description
Elle se manifeste par une éruption de papules de quelques millimètres à environ deux centimètres, résolutives spontanément en quelques mois, et pouvant laisser de discrètes cicatrices.
Elle est proche de certains lymphomes cutanées, dits CD30(+) mais l'évolution en est bénigne. Aussi la recherche d'un lymphome doit être systématique.